# Filip Vujanović
Filip Vujanović (Beograd, 1. rujna 1954.), crnogorski političar, bivši predsjednik Crne Gore. 
Filip Vujanović diplomirao je 1978. na Pravnom fakultetu u Beogradu. Od 1978. do 1981. Vujanović radi na Općinskom sudu, a zatim kao stalni suradnik na Okružnom sudu u Beogradu. Od 1981. živi i radi u Podgorici. Nakon kraćeg vremena na dužnosti tajnika Okružnog suda u Podgorici, Vujanović radi kao odvjetnik do ožujka 1993., kada biva proglašen ministrom pravosuđa u kabinetu premijera Mila Đukanovića. Od svibnja 1995. do veljače 1998. bio je ministar unutarnjih poslova. Dana 05. veljače 1998. Vujanović postaje premijer i na tom mjestu ostaje do studenog 2002., kada prelazi na mjesto predsjednika crnogorskog parlamenta. 
Za predsjednika Republike Crne Gore je izabran 11. svibnja 2003. Bivši predsjednik parlamenta i bivši premijer, Vujanović je postao prvi predsjednik Republike Crne Gore nakon raspada državne zajednice Srbije i Crne Gore i prvi predsjednik neovisne Crne Gore. 

## Vanjske poveznice
|  | Zajednički poslužitelj ima još gradiva o temi Filip Vujanović |